# Маршалловы Острова на летних Олимпийских играх 2016
Маршалловы Острова на летних Олимпийских играх 2016 года будут представлены как минимум тремя спортсменами в двух видах спорта. Эта Олимпиада станет третьей в олимпийской истории страны.

## Состав сборной
Лёгкая атлетика
1. Ричсон Симеон
2. Мариана Кресс

 Плавание
1. Джордан Харрис
2. Коллин Фёргесон

 Тяжёлая атлетика
1. Мэтлин Сассер

## Результаты соревнований

### Лёгкая атлетика
Мужчины
| Дисциплина        | Спортсмен     | Предварительный раунд | Предварительный раунд | Четвертьфиналы       | Четвертьфиналы       | Полуфиналы           | Полуфиналы           | Финал                | Финал                |
| Дисциплина        | Спортсмен     | Время                 | Место                 | Время                | Место                | Время                | Место                | Время                | Место                |
| ----------------- | ------------- | --------------------- | --------------------- | -------------------- | -------------------- | -------------------- | -------------------- | -------------------- | -------------------- |
| бег на 100 метров | Ричсон Симеон | 11.81                 | 8                     | Завершил выступления | Завершил выступления | Завершил выступления | Завершил выступления | Завершил выступления | Завершил выступления |

Женщины
| Дисциплина        | Спортсмен     | Предварительный раунд | Предварительный раунд | Четвертьфиналы        | Четвертьфиналы        | Полуфиналы            | Полуфиналы            | Финал                 | Финал                 |
| Дисциплина        | Спортсмен     | Время                 | Место                 | Время                 | Место                 | Время                 | Место                 | Время                 | Место                 |
| ----------------- | ------------- | --------------------- | --------------------- | --------------------- | --------------------- | --------------------- | --------------------- | --------------------- | --------------------- |
| бег на 100 метров | Мариана Кресс | 13.20                 | 6                     | Завершила выступления | Завершила выступления | Завершила выступления | Завершила выступления | Завершила выступления | Завершила выступления |

### Плавание
В следующий раунд на каждой дистанции проходят спортсмены, показавшие лучший результат, независимо от места, занятого в своём заплыве.
Мужчины
| Дистанция                | Спортсмены     | Предварительный раунд | Предварительный раунд | Полуфинал            | Полуфинал            | Финал                | Финал                |
| Дистанция                | Спортсмены     | Результат             | Место                 | Результат            | Место                | Результат            | Место                |
| ------------------------ | -------------- | --------------------- | --------------------- | -------------------- | -------------------- | -------------------- | -------------------- |
| 50 метров вольным стилем | Джордан Харрис | 25.81                 | 5                     | Завершил выступления | Завершил выступления | Завершил выступления | Завершил выступления |

Женщины
| Дистанция                | Спортсмены      | Предварительный раунд | Предварительный раунд | Полуфинал             | Полуфинал             | Финал                 | Финал                 |
| Дистанция                | Спортсмены      | Результат             | Место                 | Результат             | Место                 | Результат             | Место                 |
| ------------------------ | --------------- | --------------------- | --------------------- | --------------------- | --------------------- | --------------------- | --------------------- |
| 50 метров вольным стилем | Коллин Фёргесон | 28.16                 | 1                     | Завершила выступления | Завершила выступления | Завершила выступления | Завершила выступления |

### Тяжёлая атлетика
Женщины
| Категория | Спортсмен     | Вес   | Рывок | Рывок | Рывок | Толчок | Толчок | Толчок | Всего | Место |
| Категория | Спортсмен     | Вес   | 1     | 2     | 3     | 1      | 2      | 3      | Всего | Место |
| --------- | ------------- | ----- | ----- | ----- | ----- | ------ | ------ | ------ | ----- | ----- |
| до 58 кг  | Мэтлин Сассер | 56,80 | 82    | 84    | 87    | 110    | 112    | 112    | 199   | 11    |